# Rossa, Schweiz
Rossa är en ort och kommun i den italienskspråkiga regionen Moesa i kantonen Graubünden, Schweiz. Kommunen har 161 invånare (2023).
Kommunen omfattar övre delen av dalen Val Calanca, och fick sin nuvarande omfattning kommunen 1982, då de tidigare kommunerna Augio och Santa Domenica införlivades.